# Sebastian Faisst
Sebastian Faisst (Alpirsbach, 7 maart 1988 - Schaffhausen, 3 maart 2009) was een Duits handballer die sinds 2008 speelde voor de professionele club TSV Dormagen. Hiervoor speelde hij bij HSG Konstanz en was een lid en aanvoerder van het Duitse Nationale handbalteam onder 21.
Sebastian Faisst overleed op 3 maart 2009 op 20-jarige leeftijd tijdens een duel tegen Zwitserland aan hartfalen.